# Arrondissement de Gladbach
L'arrondissement de Gladbach, est du 24 avril 1816 au 1er août 1929 un arrondissement du district de Düsseldorf dans la province de Rhénanie. Il comprend des parties des villes actuelles de Mönchengladbach, Viersen, Willich et Korschenbroich. L'administrateur de l'arrondissement a son siège dans la ville de Gladbach. En 1888, la ville alors appelée Munich-Gladbach est détachée de l'arrondissement et forme son propre arrondissement urbain. En 1907, l'arrondissement urbain de Rheydt est formé.

## Histoire
Après sa fondation en 1816, l'arrondissement est initialement composé des mairies de Dahlen, Gladbach, Kleinenbroich, Klein-Kempen, Korschenbroich, Liedberg, Obergeburth, Oberniedergeburth, Odenkirchen, Rheydt, Schelsen, Schiefbahn, Unterniedergeburth et Viersen. Les mairies sont les successeurs directs des mairies établies à l'époque française.
La mairie de Klein-Kempen est rattachée à l'arrondissement voisin de Krefeld (de) en 1819; dans le même temps, la mairie de Neersen passe de l'arrondissement de Krefeld à l'arrondissement de Gladbach. En 1835, la structure administrative autour de la ville de Munich-Gladbach est largement réformée :
- Le nouveau mairie de Hardt est formé à partir de parties de la mairie de Gladbach.
- La mairie d'Obergeburth est intégrée à la mairie de Gladbach.
- La nouvelle mairie de Neuwerk est formée à partir de la mairie d'Unterniedergeburth et d'une partie de la mairie d'Oberniedergeburth.
- Le reste de la mairie d'Oberniedergeburth est transférée à la mairie de Gladbach.

Grâce au règlement communal pour la province de Rhénanie, toutes les localités qui gèrent leur propre budget obtiennent le statut de commune en 1845. La ville de Munich-Gladbach reçoit le code des villes rhénanes en 1859. En outre, la commune rurale de Munich-Gladbach, également appelée Obergeburth, continue d'exister. Dahlen est renommé Rheindahlen en 1878. Depuis, l'arrondissement est divisé comme suit : 
| Mairie                     | Villes et communes                                       |
| -------------------------- | -------------------------------------------------------- |
| Hardt                      | Hardt                                                    |
| Kleinenbroich              | Kleinenbroich                                            |
| Korschenbroich (de)        | Korschenbroich, Pesch                                    |
| Liedberg                   | Liedberg                                                 |
| Munich-Gladbach (Campagne) | Obergeburth (à partir de 1907 Munich-Gladbach-Land (de)) |
| Munich-Gladbach (Ville)    | Munich-Gladbach (ville)                                  |
| Neersen                    | Neersen                                                  |
| Neuwerk                    | Neuwerk                                                  |
| Odenkirchen                | Odenkirchen (ville)                                      |
| (Rhein-)dahlen             | Rheindahlen (ville)                                      |
| Rheydt                     | Rheydt (ville)                                           |
| Schelsen                   | Giesenkirchen, Schelsen                                  |
| Schiefbahn                 | Schiefbahn                                               |
| Viersen                    | Viersen (ville)                                          |

En 1888, la ville de Munich-Gladbach quitte l'arrondissement et forme son propre arrondissement urbain. Rheydt devient une ville indépendante le 1er avril 1907 et quitte également l'arrondissement. La commune d'Obergeburth est rebaptisée le 15 juillet 1907 Munich-Gladbach-Land. Le 1er août 1921, les communes de Munich-Gladbach-Land, Neuwerk et Rheindahlen sont réunies à la ville de Munich-Gladbach.
La loi sur le redécoupage communal de la région industrielle de Rhénanie-Westphalie du 1er août 1929 dissous l'arrondissement de Gladbach :
- Giesenkirchen, Hardt, Odenkirchen et Schelsen sont réunies avec les villes indépendantes de Munich-Gladbach et Rheydt pour former la ville indépendante de Gladbach-Rheydt.
- Viersen devient une ville-arrondissement à part entière.
- Kleinenbroich, Korschenbroich, Liedberg et Pesch sont rattachés à l'arrondissement de Grevenbroich-Neuss
- Schiefbahn et Neersen sont rattachés à l'arrondissement de Kempen-Krefeld (de).

La ville de Gladbach-Rheydt est dissoute à nouveau en 1933 et divisée en deux villes indépendantes de Munich-Gladbach et Rheydt.

## Évolution de la démographie
| Année | Habitants |
| ----- | --------- |
| 1816  | 41 121    |
| 1835  | 48 807    |
| 1871  | 73 820    |
| 1880  | 86 098    |
| 1900  | 127 899   |
| 1910  | 121 333   |
| 1925  | 81 075    |

## Administrateurs de l'arrondissement
- 1816-1833 : Franz Gottfried von Maercken (de) (1768-1833)
- 1833-1850 : Joseph Anton van der Straeten (de) (1776-1863)
- 1850-1853 : Franz Heinrich Rumschöttel (de) (1795-1853)
- 1853-1859 : Gustav von Wissmann (de) (1822-1897)
- 1859-1870 : Ernst Otto Schubarth (de)
- 1870-1871 : Johannes Kiesel (de) (1844-1892) (député de district et avocat stagiaire)
- 1871-1873 : Louis Alexander Simons (de)
- 1873-1881 : Tonio Bödiker (de) (1843-1907)
- 1881-1895 : Edouard Schmitz (de) (1838-1895)
- 1895-1919 : Rudolf von Bönninghausen (de) (1861-1929)
- 1919-1920 : Hermann Bresgen (de) (1883-1955) (par intérim)
- 1920-1929 : Peter Joseph Jörg (de) (1874-1958)